# Macrobrachium vietnamiense
Macrobrachium vietnamiense is een garnalensoort uit de familie van de Palaemonidae. De wetenschappelijke naam van de soort is voor het eerst geldig gepubliceerd in 1972 door Ðang in Ðang & B.Y. Nguyên.